# 정조대

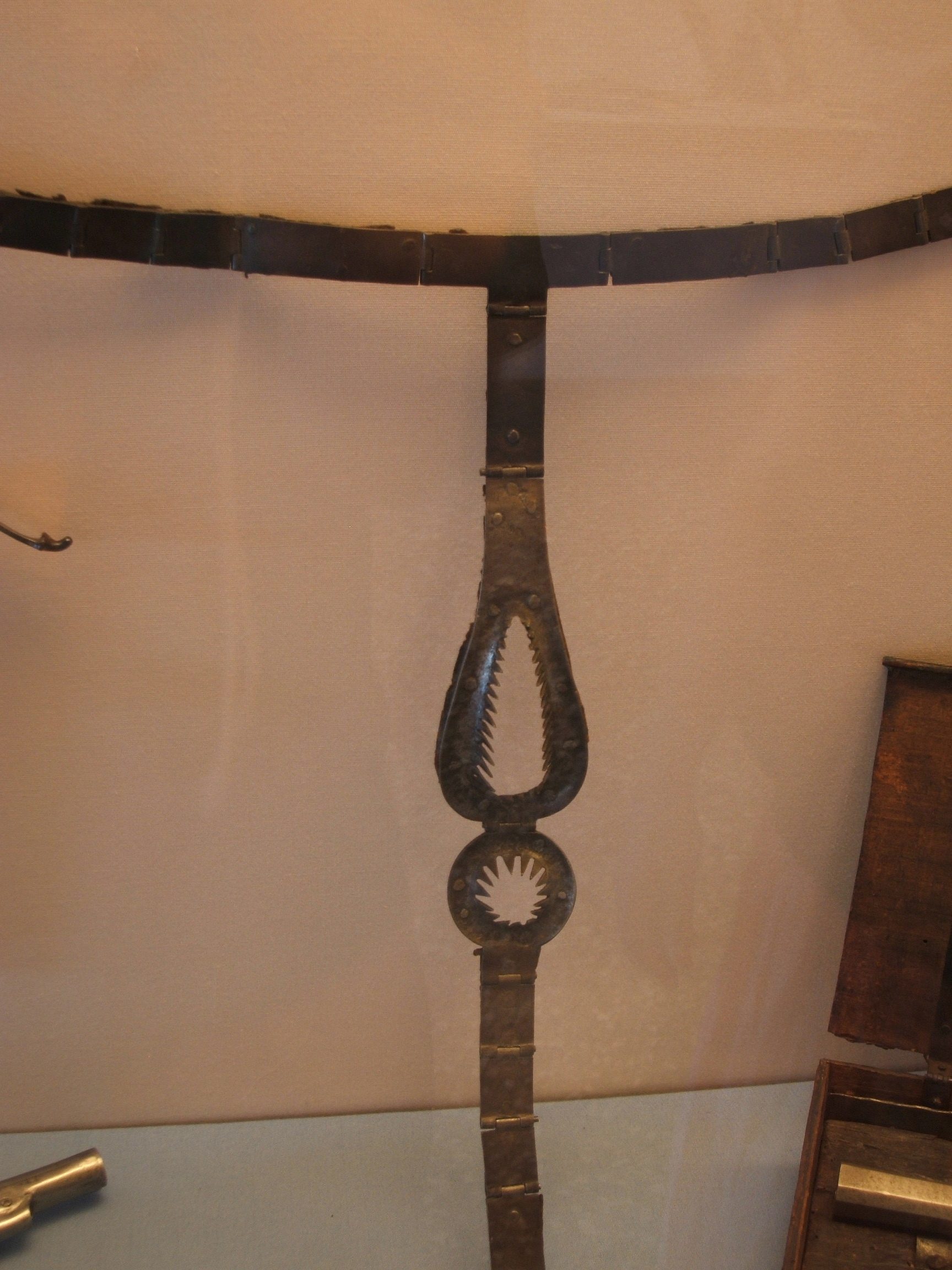
16~17세기로 추정되는 베니스의 정조대

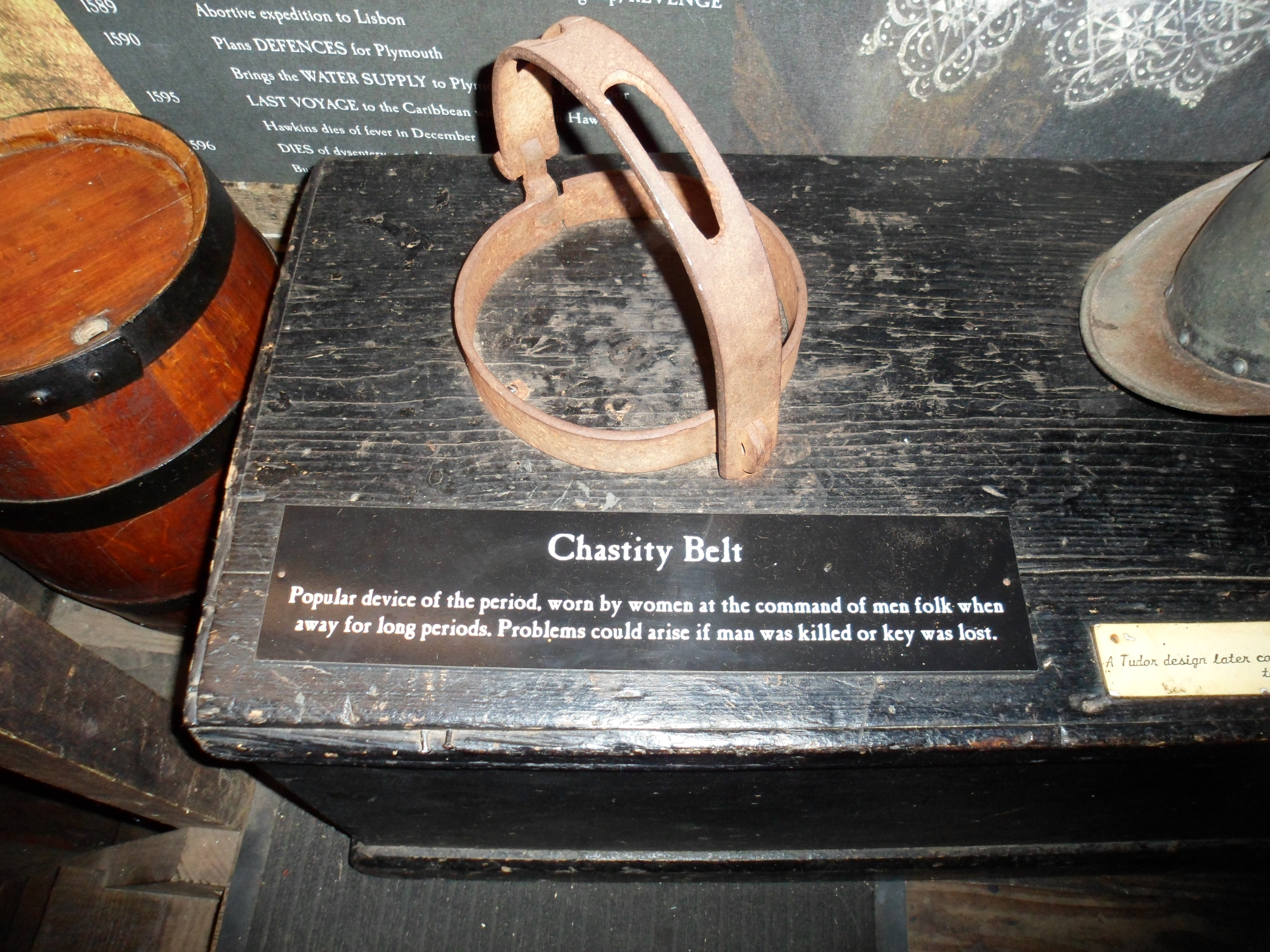
성적 도구로서의 정조대

정조대(Chastity belt, 貞操帶)는 속옷처럼 입을 수 있는 잠금장치로, 착용자의 성교나 자위행위를 방지하기 위한 것이다. 강간이나 성적 유혹 행위를 막기 위한 목적도 있다. 남녀 모두를 위한 정조대가 있다.
현대 영어에서 '정조대'라는 표현은 과잉보호를 은유하는 표현이기도 하다. 이 표현은 불필요한 보호를 해주려는 태도나 행위 또는 사람에 대한 은근한 조롱을 함축하고 있다.
예전부터 십자군 기간 동안 기사들이 자신들의 아내들을 성적으로 보호하기 위해 정조대를 채웠다는 이야기가 있었다. 하지만 실제 이러한 사실이 있었는지를 뒷받침할 만한 역사적 증거는 거의 없다. 대신 18세기 초반부터 1930년대 초반까지 아이들의 자위행위를 방지하기 위한 도구로 쓰였다는 사실 및 메이드들이 성폭행을 당하지 않기위해 사용되었던 사실은 확인되고 있다. 현재 존재하는 정조대는 모두 19세기에 만들어진 것들이다.
1940년대 중반 이후 현대에는 BDSM의 도구로만 사용된다.

## 유래

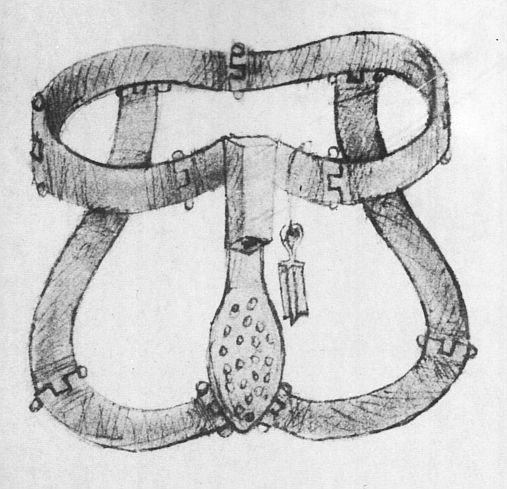
'Bellifortis'에 나온 그림

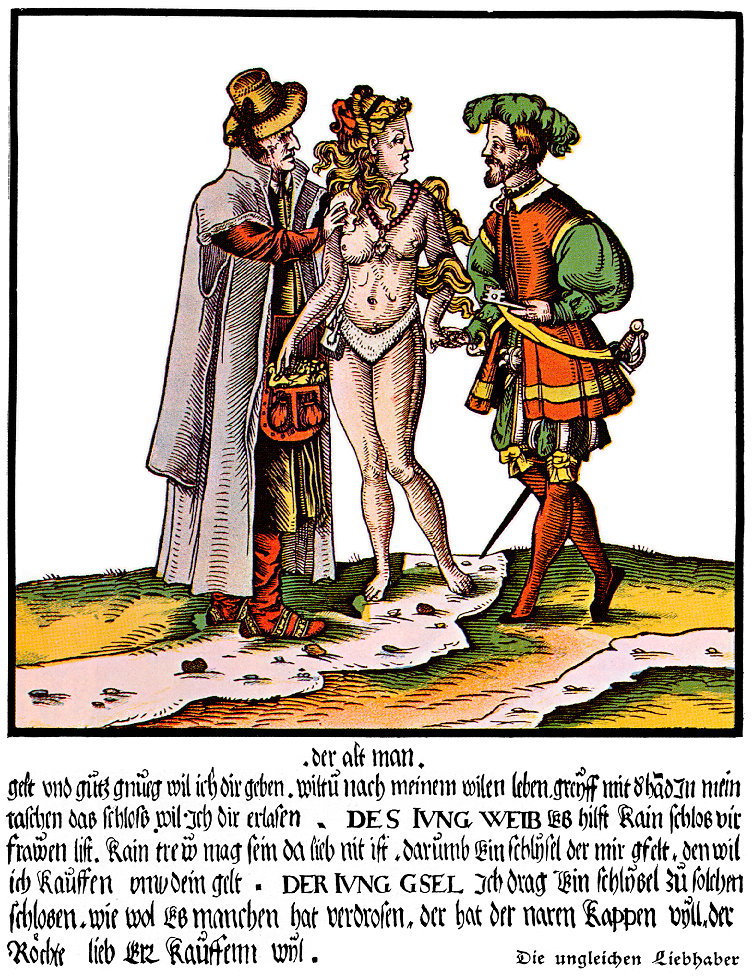
풍자적 내용을 담은 16세기 독일의 목판화

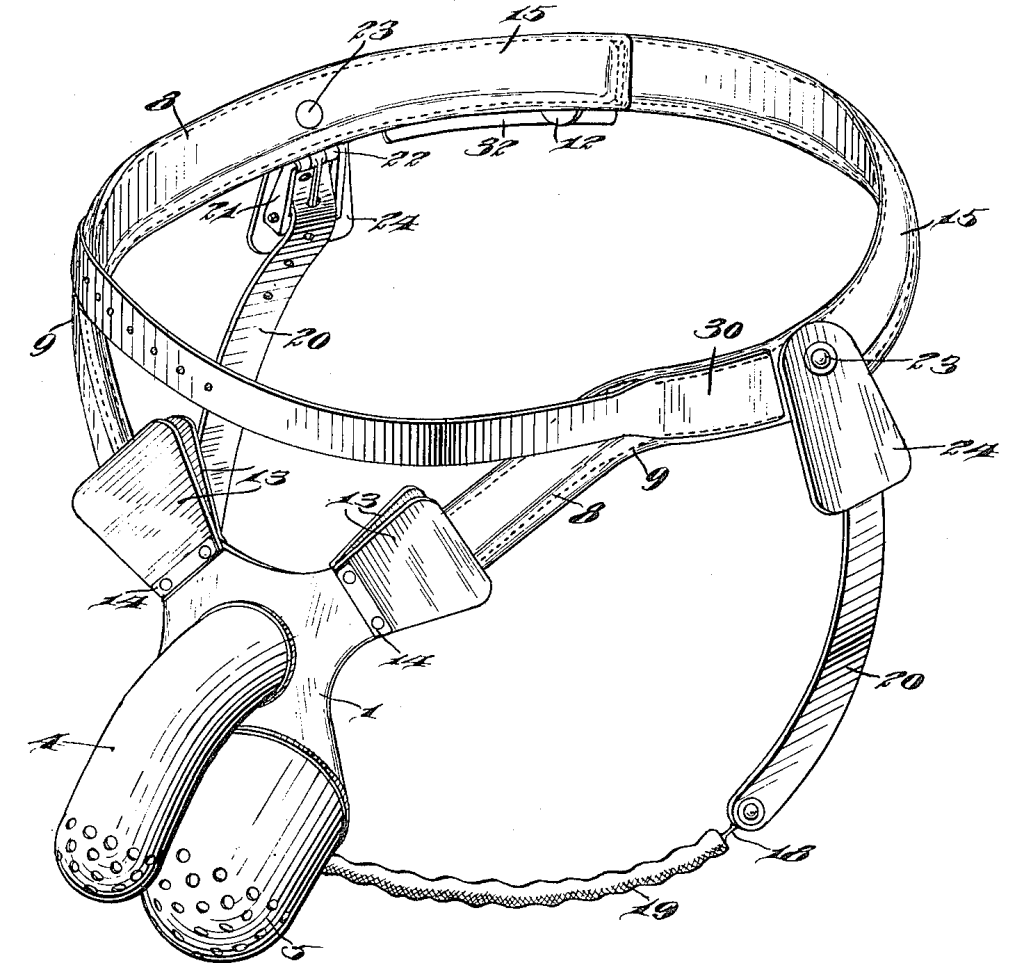
미국 특허청에 등록된 디자인의 예

정조대에 관해서는 각종 신화가 많다. 가장 널리 알려진 것이 바로 십자군 기사들이 원정기간 동안 자신들의 아내들에게 정조대를 채웠다는 것이다. 그러나 십자군 전쟁이 끝난 지 100년이 지나는 르네상스 시기까지 정조대의 존재는 확인되지 않고 있다. 실제 당시의 정조대는 제한적으로 사용될 수밖에 없었다. 당시의 금속세공 기술로 볼 때 오랜 시간 동안 정조대를 차고 있기는 무리가 있다.
서양에서 정조대에 관한 최초의 언급은 15세기 초반에 지어진 콘라드 카이저(Konrad Kyeser von Eichstatt)의 'Bellifortis'라는 책이다. 이 책은 당대의 군사 기술에 관해 적은 책인데, 이 안에 현존 최고(最古)의 정조대 묘사 그림이 실려 있다. 이 그림 옆에는 다음과 같은 내용의 라틴어가 적혀 있다. "이것은 피렌체의 여인들을 위한 강철 바지로, 앞이 잠겨 있다." 하지만 'Bellifortis' 이전의 문헌에서는 정조대에 관한 증거를 찾을 수 없다.
그러던 1889년, 독일의 유물 수집가인 A. M. Pachinger가 오스트리아의 린츠에서 가죽과 철로 만들어진 벨트를 찾아냈다. 벨트가 발견된 곳은 한 젊은 여성의 해골이 있는 무덤이었는데, 무덤의 주인은 16세기 사람으로 알려져 있었다. 그러나 Pachinger는 도시의 기록 보관소에서 해당 여성의 매장 기록을 찾아내지 못했다. 이후 Pachinger의 수집품들이 도난당하면서 이 벨트도 함께 없어졌다.
파리시의 클뤼니 박물관(Musée de Cluny)에도 두 개의 벨트가 전시되어 있었다. 첫 번째 것은 벨벳 테두리에 철 판금으로 되어 있었으며, 카트린느 드 메디치의 것으로 추정된다. 안 도트리슈의 것으로 여겨지는 두 번째 것은 철 끈으로 허리에 맬 수 있는 것으로 아담과 이브의 모습이 묘사되어 있다. 뉘른베르크의 독일국립박물관(Germanisches Nationalmuseum)과 런던의 대영 박물관(British Museum)에도 이와 비슷한 벨트들이 있다. 하지만 대부분 진열장에서 철거되었는데, 이 도구들의 신빙성에 대한 의문이 증폭되면서 혹여라도 당할 망신을 미연에 방지하고자 한 것이었다.
18세기 초반부터 1930년대 초반까지 서양 의학에서는 자위 행위를 부정적으로 생각했다. 그 기간 동안 발행된 각종 의학 저널에서는 아동과 청소년의 자위 행위를 막기 위한 정조대 사용에 관한 여러 차례의 언급이 발견된다. 미국 특허청에도 1930년대 초반까지 자위 행위를 막기 위해 고안된 각종 도구들의 디자인들을 찾아볼 수 있다.

## 현대
1940년대 중반 이후에는 BDSM의 도구로만 쓰인다. 이를 통해 장시간에 걸친 서로의 성적 교감 행위 도중 자위행위를 한다거나 하는 일을 방지하는 역할을 한다. 가죽, 플라스틱으로 만든 것에서부터 스테인리스 스틸로 만든 것까지 다양하다.
1956년 핼 히긴바텀(Hal Higginbottom)이 디자인한 정조대는 이러한 성적 도구이자 현대 시대의 BDSM 도구로 쓰이는 정조대의 선조로 여겨진다. 이후 다양한 것들이 개발되어 전통적인 벨트 모양이 아닌 관(pipe) 모양, 새장 모양의 정조대도 개발되었다.